# Rose Windsor
Lady Rose Windsor ou Lady Rose Gilman, née à Londres le 1er mars 1980, est un membre de la famille royale britannique, fille du prince Richard, duc de Gloucester, et de son épouse Birgitte van Deurs.

## Biographie

### Naissance et famille
Lady Rose Birgitte Victoria Louise Windsor, née le 1er mars 1980 au St Mary's Hospital à Londres, est la fille cadette et le dernier enfant du prince Richard, duc de Gloucester, cousin germain de la reine Élisabeth II, et de son épouse Birgitte van Deurs.
Le 13 juillet 1980, elle est baptisée en l'église de Barnwell, située dans le Northamptonshire. Ses parrain et marraine sont le prince Edward, et Lady Sarah Armstrong-Jones. 
Lady Rose a un frère et une sœur aînés : Alexander Windsor, comte d'Ulster (né en 1974) et Davina Windsor (née en 1977). Rose Windsor grandit avec ses parents, son frère et sa sœur dans un appartement au palais de Kensington.
À sa naissance, elle était 12e dans l'ordre de succession au trône britannique. Depuis 2025, elle figure en 39e position.

### Carrière
Rose Windsor travaille dans l'industrie cinématographique en tant qu'assistante artistique et de production.
En 2007, elle a notamment travaillé comme assistante de production sur le film Harry Potter et l'Ordre du Phénix (2007), n'étant officiellement créditée que sous le nom de Rose Windsor, sans utiliser le titre Lady. Elle a ensuite également travaillé sur l'adaptation cinématographique de Harry Potter et le Prince de sang mêlé en 2009. Outre les films basés sur les histoires de J. K. Rowling, elle a également travaillé sur Margaret Thatcher : The Long Walk to Finchley et la série télévisée britannique Little Britain.

### Parenté avec la maison Windsor
Rose Gilman est un membre de famille royale britannique et de la maison Windsor. En effet, son père, le prince Richard, duc de Gloucester, est le cousin germain de la reine Élisabeth II. Rose est la petite-fille du prince Henry, duc de Gloucester, frère des rois Édouard VIII et George VI, et de son épouse Alice Montagu-Douglas-Scott. Elle compte parmi les arrière-petits-enfants du roi George V et de son épouse Mary de Teck.

### Mariage et descendance
Le 19 juillet 2008, elle épouse George Gilman (né en 1982), à la chapelle royale du palais Saint James de Londres.
Le couple a deux enfants figurant dans l’ordre de succession au trône britannique : 
- Lyla Beatrix Christabel Gilman, née le 30 mai 2010 ;
- Rufus Frederick Montagu Gilman, né le 2 novembre 2012.

## Titres
- 1er mars 1980 - 19 juillet 2008 : Lady Rose Windsor (nom de jeune fille).
- Depuis le 19 juillet 2008 : Lady Rose Gilman (depuis son mariage).